# Juan Antonio Fernández Cordón
Juan Antonio Fernández Cordón es un demógrafo y economista español; ha sido investigador y científico titular del Consejo Superior de Investigaciones Científicas (CSIC), concretamente en el  Instituto de Economía, Geografía y Demografía del Centro de Ciencias Humanas y Sociales, y miembro también de la Unidad de Estudios Demográficos y Sociales del CSIC. Es miembro de Economistas frente a la crisis.

## Datos biográficos y académicos
Fernández Cordón es doctor en Ciencias Económicas por la Universidad de París. Fue director del Instituto de Estadística de Andalucía desde el 7 de mayo de 2004 hasta 29 de abril de 2008. Ha sido el director del Instituto de Economía, Geografía y Demografía del Centro Superior de Investigaciones Científicas (CSIC) y profesor en la Universidad de Argel y la Universidad de Montreal.
Fue miembro del Consejo Científico del Instituto Nacional de Estudios Demográficos de París y miembro del Observatorio Europeo sobre la Situación Social, la Demografía y la Familia.
Desde 2009 a 2019 fue miembro consejero titular del Consejo Económico y Social (CES) de España en el Comité de Programación de la Acción Exterior, en la Comisión Permanente, en la Comisión de Trabajo específica creada para tratar la situación sociolaboral de la mujer española, en la Comisión de Trabajo de Políticas Sectoriales y Medio Ambiente y en la Comisión de Trabajo específica para la elaboración del Informe sobre la situación social, económica y laboral de España en la perspectiva de un nuevo patrón de crecimiento.
Fernández Cordón es miembro del grupo de estudio Economistas Frente a la Crisis (EFC).

## Investigaciones
Juan Antonio Fernández Cordón ha realizado investigaciones sobre la evolución de la población española y sus distintos indicadores, entre ellos de manera específica el de fecundidad. Ha desarrollado métodos de proyecciones demográficas, análisis de estructuras familiares así como de las distintas políticas sobre la familia y la influencia demográfica de las migraciones.
Fernández Cordón ha participado en numerosos proyectos de investigación entre otros en el proyecto de investigación financiado por el Ministerio de Ciencia e Innovación, 2010-2013 - La teoría de la revolución reproductiva . Ministerio de Ciencia e Innovación, CSIC, Universidad del País Vasco, Universidad de Edimburgo. (I.P. Julio Pérez Díaz; John MacInnes, Juan Antonio Fernández Cordón; Begoña Arregi Gorospe)

### Demografía, esperanza de vida, pensiones y productividad
Fernández Cordón investiga la evolución longitudinal de la población y su repercusión en los modos de vida. En cuanto a la pensiones es contrario a la aplicación del llamado “factor de sostenibilidad”, que sirve para recortar la pensión inicial en función del aumento previsto de la esperanza de vida de los que se jubilan. Este factor es uno de los dos dispositivos automáticos de ajuste a la baja de las pensiones que fue aprobado en la Ley 23/2013 de 23 de diciembre, según lo previsto en la anterior reforma (Ley 3/2011 de 1 de agosto). Para Fdez. Cordón el problema del sistema de pensiones es exclusivamente de distribución de los recursos y si estos se mantienen o crecen -cuando aumenta la productividad- no debería existir ningún problema para ese reparto. Si el crecimiento económico se reparte a favor de la población activa se producirá un empobrecimiento de la población.
La utilización de la esperanza de vida y su evolución en el cálculo de las pensiones es, según Fdez. Cordón, un elemento esencial de los economistas neoliberales para deteriorar y eliminar de las pensiones públicas e imponer las pensiones privadas como única alternativa, aunque la experiencia de otros países como Chile haya demostrado su fracaso. El aumento de la productividad por trabajador permite mantener sin problema el sistema de reparto de las pensiones públicas.
Según Fernández Cordón la esperanza de vida aumentará en los próximos 35 años menos que lo ha hecho en los últimos 35 años -por  haber disminuido ya radicalmente la mortalidad infantil y juvenil y por las limitaciones biológicas- , sin haber provocado la ruina del sistema. Si la esperanza de vida no va aumentar significativamente y la productividad y el crecimiento se mantiene o crece el sistema público de reparto es viable sin necesidad de ajustes de corte económico neoliberal camuflados en términos técnicos falaces que deben ser derogados: factor de sostenibilidad, equidad generacional, sostenibilidad de las pensiones, índice de revaloración.

### Baja natalidad y capitalismo
Para Fernández Cordón la baja fecundidad y el consiguiente descenso demográfico de algunos países, entre los que está España, es un efecto indirecto de la situación económica ya que el capitalismo en su forma actual neoliberal rechazaría asumir los costes de la reproducción... actuando con la natalidad de la misma forma que con los recursos no renovables y con la preservación del medio ambiente. El sistema económico se comporta como depredador al que no preocupa la continuidad.

## Publicaciones de Fernández Cordón
Pueden consultarse numerosas publicaciones de Juan Antonio Fernández Cordón en Dialnet. Algunas de sus publicaciones más destacadas son:
Artículos
- 1998 -Juan Antonio Fernández Cordón, Constanza Tobío Soler, Las familias monoparentales en España, Reis: Revista española de investigaciones sociológicas, ISSN 0210-5233, N.º 83, 1998, págs. 52-85.[15]
- 2009 - Juan Antonio Fernández Cordón, Diez años que sacudieron la demografía española, Cuadernos de Información económica, ISSN 1132-9386, N.º 208, 2009, págs. 187-196
- 2010 - Juan Antonio Fernández Cordón, Los cambios demográficos y el debate sobre pensiones, Gaceta sindical: reflexión y debate, ISSN 1133-035X, N.º. 15, 2010 (Ejemplar dedicado a: Defensa y Proyección del Estado de Bienestar), págs. 159-182.
- 2020 - Juan Antonio Fernández Cordón (Coord.) «Demografía: cambios en el modelo reproductivo», Dossieres EsF n.º 36, Invierno 2020.

Libros
- 1977 - Juan Antonio Fernández Cordón, Nuptialité et fecondité en Espagne 1922-1974.[16]
- 1999 - Juan Antonio Fernández Cordón, Constanza Tobío Soler, Las familias monoparentales en España, Ministerio de Trabajo y Asuntos Sociales, ISBN 84-7850-970-4.
- 2006 - Juan Antonio Fernández Cordón (coord.), Jesús Leal Maldonado (coord.), Análisis territorial de la demografía española, Fundación Fernando Abril Martorell, ISBN 978-84-611-1889-2.
- 2006 - Juan Antonio Fernández Cordón, Constanza Tobío Soler, Conciliar las responsabilidades familiares y laborales: políticas y prácticas sociales. Fundación Alternativas, 2006. ISBN 84-96204-81-2.[17]